# 张孝纯
张孝纯（？—1144年），字永锡，滕阳（今江苏徐州）人。

## 生平
娶滕县吉氏，北宋末年，擔任河东宣抚使兼知太原府。宣和七年（1125年），金军南下，西路军堅攻太原二百五十余日，“悉为王禀随机应变，终不能攻”，城破王禀投汾河死。张孝纯被俘。天会八年（1130年），金人立刘豫为帝，建立大齐政权，张孝纯任丞相。後來擔任行台左丞相。一年后，请归乡里。皇统四年九月癸酉日（1144年11月23日）卒，谥安简。